# ライトクオンタム
ライトクオンタム（欧字名:Light Quantum、2020年2月4日 - ）は、日本の競走馬。2023年のシンザン記念の勝ち馬である。
馬名の意味は、光量子。宇宙で一番速い光の粒子。

## 戦績

### デビュー前
2022年11月12日に東京競馬場の第5レースの牝馬限定の新馬戦でデビューする前に、芝コースでの1週前追い切りで5F66秒8〜1F11秒8を記録した。デビュー戦でコンビを組んだクリストフ・ルメール騎手は「まだ子供っぽさはあるけど悪くない。軽いフットワークで、さすがディープインパクト」と話していた。

### 2歳（2022年）
2022年11月12日、東京競馬場の第5レースの2歳新馬戦（牝馬限定、芝1600m）でデビュー。2着に2馬身半差をつけて勝利をおさめた。

### 3歳（2023年）
3歳シーズンは重賞初挑戦となる1月8日のシンザン記念より始動。デビュー戦で鞍上を務めたルメールが不在だったため、武豊に乗り替わりとなった。スタートで少し出遅れるも、直線コースで馬場の真ん中から追い込んで、逃げ粘るペースセッティングをゴール前で差し切り、デビュー2連勝での重賞初優勝を飾った。
次戦は牝馬クラシックの1冠目・桜花賞に直行。スタートは順調に決めたものの、直線での伸びがなく8着に敗退。鞍上の武豊は敗因をポジション取りに求めた。5月21日のオークスでは田辺裕信とのコンビで挑み、スタートからハナに立って逃げるも直線で失速し17着と大敗を喫した。古馬との初対戦となった7月30日のクイーンステークスでは道中軽快に逃げを打ったが直線で一杯になり9着、休養を挟んで12月16日のターコイズステークスでは中団のやや前でレースを進め、直線で懸命に追い上げるも5着に敗れた。

### 4歳（2024年）
2月4日の小倉日経オープンで始動。レースでは中団からしぶとく脚を伸ばして3着と好走する。4月20日の福島牝馬ステークスでは道中後方で脚を溜めるも3コーナー付近で先に落馬したシンリョクカを鞍上の吉田隼人が避け切れず落馬して競走中止となった。その後、左後肢の飛節に腫れが見られたため治療を行っていたが、側副靱帯の損傷が発覚したため、6月19日に所有する社台サラブレッドクラブにより現役を引退して生まれ故郷の社台ファームで繁殖牝馬となることが発表された。翌20日にJRAの競走馬登録を抹消された。

## 競走成績
以下の内容は、netkeiba.comの情報に基づく。
| 競走日     | 競馬場 | 競走名       | 格   | 距離（馬場）  | 頭 数 | 枠 番 | 馬 番 | オッズ （人気） | 着順 | タイム （上り3F） | 着差 | 騎手        | 斤量 [kg] | 1着馬（2着馬）         | 馬体重 [kg] |
| ---------- | ------ | ------------ | ---- | ------------- | ----- | ----- | ----- | --------------- | ---- | ----------------- | ---- | ----------- | --------- | ---------------------- | ----------- |
| 2022.11.12 | 東京   | 2歳新馬      |      | 芝1600m（良） | 11    | 8     | 11    | 002.90（1人）   | 01着 | R1:34.1（34.0）   | -0.4 | 0C.ルメール | 54        | （アンリーロード）     | 426         |
| 2023.01.08 | 中京   | シンザン記念 | GIII | 芝1600m（良） | 7     | 2     | 2     | 003.00（2人）   | 01着 | R1:33.7（34.6）   | -0.1 | 0武豊       | 54        | （ペースセッティング） | 428         |
| 0000.04.09 | 阪神   | 桜花賞       | GI   | 芝1600m（良） | 18    | 1     | 2     | 008.00（2人）   | 08着 | R1:32.9（34.3）   | -0.8 | 0武豊       | 55        | リバティアイランド     | 428         |
| 0000.05.21 | 東京   | 優駿牝馬     | GI   | 芝2400m（良） | 18    | 1     | 2     | 061.9（12人）   | 17着 | R2:27.1（39.1）   | -4.0 | 0田辺裕信   | 55        | リバティアイランド     | 432         |
| 0000.07.30 | 札幌   | クイーンS    | GIII | 芝1800m（良） | 14    | 3     | 3     | 009.00（6人）   | 09着 | R1:47.3（35.7）   | -0.6 | 0武豊       | 52        | ドゥーラ               | 424         |
| 0000.12.16 | 中山   | ターコイズS  | GIII | 芝1600m（良） | 16    | 4     | 8     | 072.5（14人）   | 05着 | R1:33.2（34.3）   | -0.5 | 0大野拓弥   | 53        | フィアスプライド       | 426         |
| 2024.02.04 | 小倉   | 小倉日経OP   | OP   | 芝2000m（重） | 9     | 2     | 2     | 004.30（3人）   | 03着 | R2:04.2（37.6）   | -0.1 | 0吉田隼人   | 54        | ダンディズム           | 422         |
| 0000.04.20 | 福島   | 福島牝馬S    | GIII | 芝1800m（良） | 16    | 7     | 13    | 013.50（7人）   |      | 競走中止          |      | 0吉田隼人   | 55        | コスタボニータ         | 426         |

## 血統表
| ライトクオンタムの血統                       | ライトクオンタムの血統                                 | ライトクオンタムの血統 | （血統表の出典）     | （血統表の出典） |
| 父系                                         | サンデーサイレンス系                                   | サンデーサイレンス系   | サンデーサイレンス系 | [ § 2 ]          |
| 父 ディープインパクト 2002 鹿毛 北海道早来町 | 父の父*サンデーサイレンス Sunday Silence 1986 青鹿毛   | Halo                   | Hail to Reason       | Hail to Reason   |
| 父 ディープインパクト 2002 鹿毛 北海道早来町 | 父の父*サンデーサイレンス Sunday Silence 1986 青鹿毛   | Halo                   | Cosmah               |                  |
| 父 ディープインパクト 2002 鹿毛 北海道早来町 | 父の父*サンデーサイレンス Sunday Silence 1986 青鹿毛   | Wishing Well           | Understanding        | Understanding    |
| 父 ディープインパクト 2002 鹿毛 北海道早来町 | 父の父*サンデーサイレンス Sunday Silence 1986 青鹿毛   | Wishing Well           | Mountain Flower      |                  |
| 父 ディープインパクト 2002 鹿毛 北海道早来町 | 父の母*ウインドインハーヘア Wind in Her Hair 1991 鹿毛 | Alzao                  | Lyphard              | Lyphard          |
| 父 ディープインパクト 2002 鹿毛 北海道早来町 | 父の母*ウインドインハーヘア Wind in Her Hair 1991 鹿毛 | Alzao                  | Lady Rebecca         |                  |
| 父 ディープインパクト 2002 鹿毛 北海道早来町 | 父の母*ウインドインハーヘア Wind in Her Hair 1991 鹿毛 | Burghclere             | Busted               | Busted           |
| 父 ディープインパクト 2002 鹿毛 北海道早来町 | 父の母*ウインドインハーヘア Wind in Her Hair 1991 鹿毛 | Burghclere             | Highclere            |                  |
| 母 *イルミナント Illuminant 2012 青鹿毛      | 母の父Quality Road 2006 鹿毛 アメリカ                  | Elusive Quality        | Gone West            | Gone West        |
| 母 *イルミナント Illuminant 2012 青鹿毛      | 母の父Quality Road 2006 鹿毛 アメリカ                  | Elusive Quality        | Touch of Greatness   |                  |
| 母 *イルミナント Illuminant 2012 青鹿毛      | 母の父Quality Road 2006 鹿毛 アメリカ                  | Kobla                  | Strawberry Road      | Strawberry Road  |
| 母 *イルミナント Illuminant 2012 青鹿毛      | 母の父Quality Road 2006 鹿毛 アメリカ                  | Kobla                  | Winglet              |                  |
| 母 *イルミナント Illuminant 2012 青鹿毛      | 母の母Sparkling Number 1992 黒鹿毛 アメリカ            | Polish Numbers         | Danzig               | Danzig           |
| 母 *イルミナント Illuminant 2012 青鹿毛      | 母の母Sparkling Number 1992 黒鹿毛 アメリカ            | Polish Numbers         | Numbered Account     |                  |
| 母 *イルミナント Illuminant 2012 青鹿毛      | 母の母Sparkling Number 1992 黒鹿毛 アメリカ            | Sunny Sparkler         | Sunny Clime          | Sunny Clime      |
| 母 *イルミナント Illuminant 2012 青鹿毛      | 母の母Sparkling Number 1992 黒鹿毛 アメリカ            | Sunny Sparkler         | War Sparkler         |                  |
| 母系(F-No.)                                  | (FN:A1)                                                | (FN:A1)                | (FN:A1)              | [ § 3 ]          |
| 5代内の近親交配                              | Northern Dancer 5×5                                    | Northern Dancer 5×5    | Northern Dancer 5×5  | [ § 4 ]          |
| 出典                                         | 1. 2. 3. 4.                                            | 1. 2. 3. 4.            | 1. 2. 3. 4.          | 1. 2. 3. 4.      |